# Lomlenka, Iampil
Lomlenka (în ucraineană Ломленка) este un sat în comuna Marciîhîna Buda din raionul Iampil, regiunea Sumî, Ucraina.

## Demografie
Componența lingvistică a localității Lomlenka
     Ucraineană (71,43%)
     Rusă (28,57%)
Conform recensământului din 2001, majoritatea populației localității Lomlenka era vorbitoare de ucraineană (71,43%), existând în minoritate și vorbitori de rusă (28,57%).